# Gare de La Teste
Gare de La Teste – stacja kolejowa w La Teste-de-Buch, w departamencie Żyronda, w regionie Nowa Akwitania, we Francji.
Została otwarta w 1841 przez Compagnie du chemin de fer de Bordeaux à La Teste, spółkę, która została następnie przejęta przez Compagnie des chemins de fer du Midi et du Canal latéral à la Garonne. Obecnie jest stacją Société nationale des chemins de fer français (SNCF), obsługiwaną przez pociągi TER Aquitaine i TGV Atlantique.

## Położenie
Znajduje się na wysokości 4 m n.p.m., na 54,701 km Lamothe – Arcachon, pomiędzy stacjami La Hume i Arcachon.

## Linie kolejowe
- Lamothe – Arcachon